# تاريخ الدستور الروماني

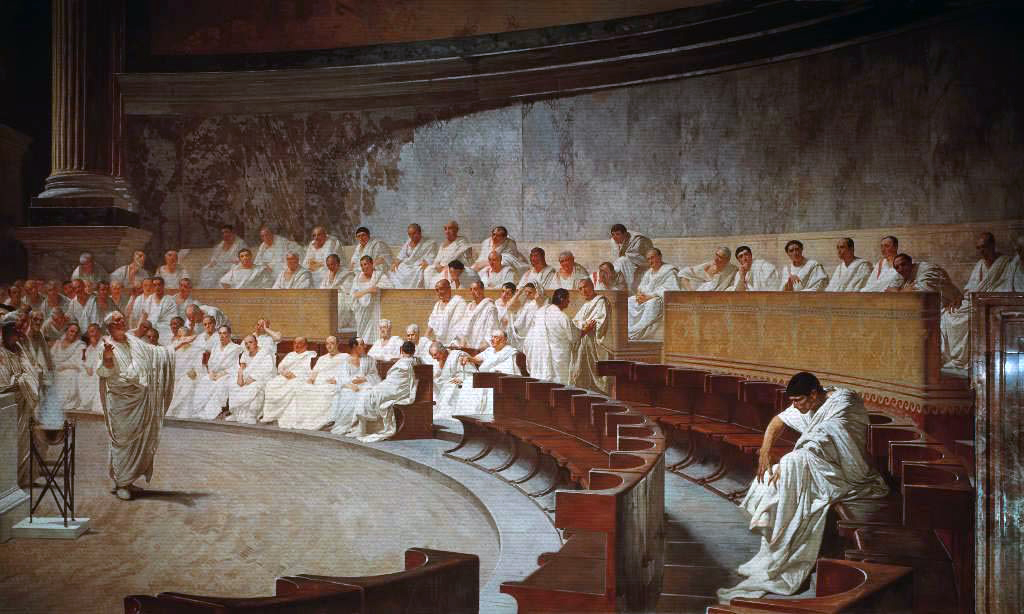
يقدم شيشرون تقاريره إلى كاتيلين

تاريخ الدستور الروماني هو دراسة لروما القديمة، يتتبع التقدم الحاصل في تطور روما السياسي منذ تأسيس مدينة روما عام 753 قبل الميلاد حتى انهيار الإمبراطورية الرومانية الغربية عام 476 ميلادي. يرسخ دستور المملكة الرومانية السيادة بيد ملك روما. هناك اختبارين بدائيين لسلطة الملك، تأخذ شكل لجنة من الشيوخ (سيناتورات روما) وجمعية عامة (الجمعية المصغرة). كانت الترتيبات مشابهة للترتيبات الدستورية الموجودة في المدن اليونانية المعاصرة التي تأخذ شكل دول (مثل أثينا وإسبرطة). قد تكون هذه المبادئ الدستورية الإغريقية وصلت إلى روما من خلال المستعمرات الإغريقية في ماجنا غراسيا بجنوب إيطاليا. أطيح بالمملكة الرومانية عام 51 قبل الميلاد، وفقًا للأسطورة، وأسس مكانها الجمهورية الرومانية.
يمكن تقسيم التاريخ الدستوري للجمهورية الرومانية إلى خمس مراحل. تبدأ المرحلة الأولى بالثورة التي أطاحت بالمملكة الرومانية عام 510 قبل الميلاد، وتنتهي المرحلة الأخيرة بالثورة التي أطاحت بالجمهورية الرومانية وأنشأت على أنقاضها الإمبراطورية الرومانية عام 27 قبل الميلاد. على مدى تاريخ الجمهورية، قيد التطور الدستوري من قبل الصراع بين الأرستقراطيين (البطارقة) والمواطنين العاديين (الدهماء). تقريبًا بعد قرنين من تأسيس الجمهورية، حقق الدهماء، نظريًا على الأقل، المساواة مع البطارقة. ومع ذلك، عمليًا، بقيت مصاعب متوسط الدهماء بلا تغيير. أسس ذلك لحروب أهلية في القرن الأول قبل الميلاد، وتحول روما إلى إمبراطورية رسمية.
أصبح الجنرال الذي ربح الحرب الأهلية الرومانية الأخيرة، غايوس أوكتافيوس، سيد الدولة. في السنوات بعد 30 قبل الميلاد، أسس أوكتافيوس لإصلاح الدستور الروماني ولتأسيس عهد الزعامة. كانت النتيجة الأخيرة لتلك الإصلاحات، حلَّ الدولة الرومانية وتأسيس الإمبراطورية الرومانية. أعطي أكتافيوس اللقب البطولي أوغسطس (الموقر) من قبل مجلس شيوخ روما، وأصبح معروف تاريخيًا بذلك اللقب، إضافةً لكونه أول إمبراطور روماني. لم تبدو إصلاحات أوكتافيوس، في ذلك الوقت، عنيفةً، إذ لم تفعل شيئًا سوى الاعتراف بالدستور. كان الاعتراف بالدستور ثوريًا، مع ذلك، لأن النتيجة النهائية كانت بانتهاء أوكتافيوس بالتحكم بكل مفاصل الدستور، الأمر الذي مهد الطريق للملكية المطلقة. عندما أصبح دوكلياتينوس إمبرطورًا لروما عام 284، حُلَّ عهد الزعامة، وأسِس لنظام جديد هو عهد السيادة. بقي هذا النظام قائمًا حتى انهيار الإمبراطورية الرومانية الشرقية (البيزنطية) عام 1453.

## تحت حكم المملكة
يمكن تقسيم فترة المملكة إلى عهدين وفقًا للأساطير، التي وصلت إلينا أساسًا من كتاب «من المدينة التي أسِست» أو ببساطة «تاريخ روما». في حين أن الأساطير بمعظمها كانت غير صيحة، كانت تستند إلى حقائق تاريخية. لعل روما، قبل تأسيس الجمهورية، كانت تحت حكم تتابع من الملوك. شهد العهد الأسطوري الأول حكم أول أربع ملوك أسطوريين. خلال ذلك الوقت، وُضعت الأساسات السياسية للمدينة، وكبرت المدينة تنظيميًا، أسِست المؤسسات الدينية، وأصبح كل من مجلس الشيوخ والجمعيات العمومية مؤسسات رسمية. قُسم الرومان الأوائل إلى ثلاث مجموعات عرقية. كانت العائلات التي تنتمي لإحدى تلك المجموعات هي العائلات الأصلية للبطارقة. في محاولة لإضافة مستوى من التنظيم للمدينة، قُسمت عائلات البطارقة إلى وحدات أطلِق عليها كوريا. كانت الآلية التي يُعبر بها الرومان عن طموحاتهم الديمقراطية تُدعى لجنة (جمعية). عُرفت الجمعيات التي شُكلت باسم جمعية كورتيا وجمعية الحساب. صُممت تلك الجمعيات لعكس القسم الإثني في المدينة، وعليه نُظمت الجمعيات من قبل الكوريا. كانت الآلية التي يُعبر من خلالها الرومان الأوائل عن طموحاتهم الأرستقراطية مجلسًا مكونًا من شيوخ البلدة، والذي أصبح لاحقًا مجلس الشيوخ الروماني. عُرف شيوخ ذلك المجلس باسم الآباء وعليه عُرفوا تاريخيًا بلقب السيناتورات الرومان. اعترف الشعب والسيناتورات أخيرًا بحاجتهم إلى قائد سياسي واحد، وعليه انتخبوا ذلك القائد؛ الملك الروماني. انتخب الشعب الملك، وتولى الشيوخ مهمة نُصحه.
شهدت الحقبة الثانية حكم آخر ثلاثة ملوك أسطوريين. كانت الحقبة الثانية أكثر تبعية من الفترة الأولى، والتي كانت جزئية بسبب الدرجة الكبيرة من التوسع الإقليمي التي حدثت خلال هذه الفترة. بصرف النظر عن مدى صحة هذه الأساطير، فمن المرجح، كما تشير الأساطير، أن سلسلة من الفتوحات حدثت خلال المرحلة الملكية المتأخرة. نتيجةً لهذه الفتوحات، أصبح من الضروري تحديد ما يجب القيام به مع الشعب المحتل. في كثير من الأحيان، بقي الأفراد الذين غُزيت مدنهم في تلك المدن، بينما وفد الأفراد الآخرون إلى روما. للحصول على مكانة قانونية واقتصادية، اعتمد هؤلاء الوافدون الجدد شرطًا من التبعية تجاه عائلات البطارقة، أو تجاه الملك. في نهاية المطاف، أطلِق سراح الأفراد الذين كانوا يُكنون للملك حالةً من التبعية الخاصة بهم، وأصبحوا أوائل الدهماء. مع نمو روما، كانت المدينة بحاجة إلى المزيد من الجنود لمواصلة غزواتها. عندما أطلِق الدهماء من تبعيتهم، أطلقوا من الكوريا. عندما حدث ذلك، بينما لم يعد مطلوبًا منهم الخدمة في الجيش، فقدوا أيضًا مكانتهم السياسية والاقتصادية. لإعادة أولئك الدهماء الجدد إلى الجيش، أُجبر الأرستقراطيون على تقديم تنازلات. في حين أنه من غير المعروف بالضبط التنازلات التي قُدمت، فإن حقيقة عدم منحهم أي سلطة سياسية قد مهدت الطريق لما يعرفه التاريخ باسم تضارب الأوامر.
كان عهد الملوك الأربعة الأوائل متميزًا عن عهد الملوك الثلاثة الأخيرين. انتُخب الملوك الأول. بين عهد الملوك الثلاثة النهائيين، أصبحت الملكية وراثية، وعلى هذا النحو، أصبح مجلس الشيوخ تابعًا للملك. ربما كان هذا الانتهاك في سيادة مجلس الشيوخ، بدلاً من الاستبداد الذي لا يحتمل، هو ما دفع الأرستقراطيين في مجلس الشيوخ إلى الإطاحة بالملك الأخير. قد يكون الملك قد طلب دعم الدهماء؛ ومع ذلك، كان الدهماء مرهقون بلا شك من خدمتهم العسكرية المستمرة، ومن عملهم القسري في بناء الأشغال العامة. وربما كانوا يشعرون بالمرارة بسبب افتقارهم إلى السلطة السياسية، وبالتالي لم يأتوا لمساعدة الملك أو مجلس الشيوخ.

## في ظل حكم الجمهورية
بعد الإطاحة بالملكية، وتأسيس الجمهورية الرومانية، بدأ شعب روما بانتخاب قنصلين كل عام. في عام 494 قبل الميلاد، انسحب الدهماء إلى تل أفنتين، وطالبوا البطارقة بحقهم في انتخاب مسؤوليهم. استسلم البطارقة على النحو الواجب، وأنهى الدهماء انفصالهم. أطلق الدهماء على المسؤولين الجدد لقب أطربون، وأعطوا أولئك الأطربونات مساعدين، يُطلق عليهم إيديل الدهماء.
في عام 449 قبل الميلاد، أصدر مجلس الشيوخ الجداول الإثني عشر كمحور للدستور الروماني. في عام 443 قبل الميلاد، أنشئ مكتب الرقيب، وفي عام 367 قبل الميلاد، سُمح للدهماء بالترشح لمنصب القنصل. سمح فتح الترشح لمنصب القنصل للطبقة العامة بإطلاعهم على كل من الرقابة وكذلك الديكتاتورية. في عام 366 قبل الميلاد، في محاولة من قبل الأرستقراطيين لتأكيد نفوذهم على مكاتب القضاء، أنشئ مكتبين جديدين. في حين أن هذين المكتبين، البرايتور ومنهج الإيديلية، كانا في البداية مفتوحين فقط للبطارقة، في غضون جيل فقط، كانوا منفتحين على للدهماء أيضًا.